# David VIII av Georgien
David VIII av Georgien, född 1273, död 1311, var en georgisk monark. Han var kung i kungariket Georgien mellan 1292 och 1308.